# Flavigny-sur-Ozerain
Flavigny-sur-Ozerain is een gemeente in het Franse departement Côte-d'Or (regio Bourgogne-Franche-Comté) en telt 330 inwoners (2005). De plaats maakt deel uit van het arrondissement Montbard.

## Geografie
De oppervlakte van Flavigny-sur-Ozerain bedraagt 27,4 km², de bevolkingsdichtheid is 12,0 inwoners per km².

## Bezienswaardigheden
Flavigny-sur-Ozerain is lid van Les Plus Beaux Villages de France.
De voormalige benedictijnenabdij van Flavigny heeft een karolingische crypte. Tegenwoordig is er in de abdijgebouwen een fabriek gevestigd die de bekende anijssnoepjes uit Flavigny (Anis de Flavigny) produceert.
De parochiekerk Saint-Genest dateert uit de dertiende eeuw en heeft een gotische tribune. In de kerk bevinden zich houten koorbanken uit de 15e eeuw en een 16e-eeuws gepolychromeerd Mariabeeld.
Sinds 1976 is in Flavigny de benedictijner Sint-Jozefsabdij van Clairval gevestigd.

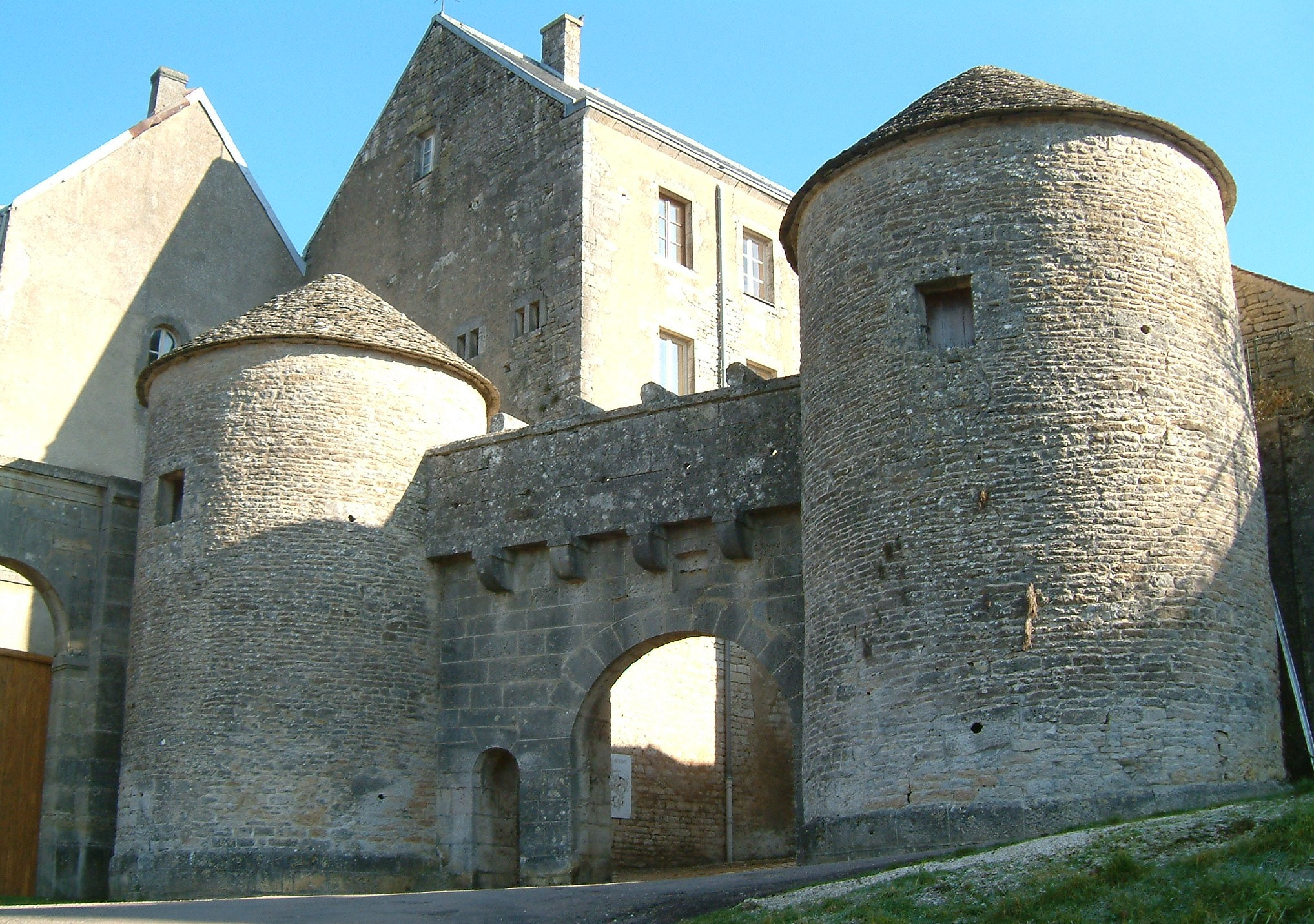
Poort

De onderstaande kaart toont de ligging van Flavigny-sur-Ozerain met de belangrijkste infrastructuur en aangrenzende gemeenten.

## Demografie
Onderstaande figuur toont het verloop van het inwonertal (bron: INSEE-tellingen).

## Geboren
- Quentin Ménard, prins-aartsbisschop van Besançon (15e eeuw)

## Trivia
- De film Chocolat werd opgenomen in Flavigny-sur-Ozerain.